# Wohnstadt Carl Legien

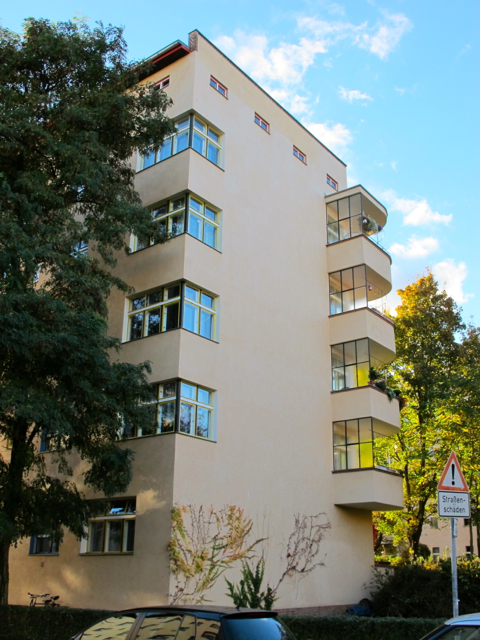
Wohnstadt Carl Legien

Wohnstadt Carl Legien är ett bostadsområde i stadsdelen Prenzlauer Berg, stadsdelsområdet Pankow i Berlin. Det skapades av Bruno Taut och Franz Hillinger och byggdes 1928-1930. Namnet har området efter den tyska fackföreningsledaren Carl Legien. Idag står området under kulturminnesskydd och sedan 2008 ingår det i världskulturarvet Berlins modernistiska bostadsområden. Området har återfått sina fasader och utsmyckningar.
Området är ett av flera större bostadsområden som i socialreformistisk anda byggdes efter Första världskriget i Weimarrepublikens Berlin. Området började skapas av Franz Hillinger som var chef för det allmännyttiga bostadsbolaget GEHAG:s arkitektbyrå. Förebild var Tusschendijken i Rotterdam. Wohnstadt Carl Legien inordnas i stilen Neues Bauen.

## Galleri

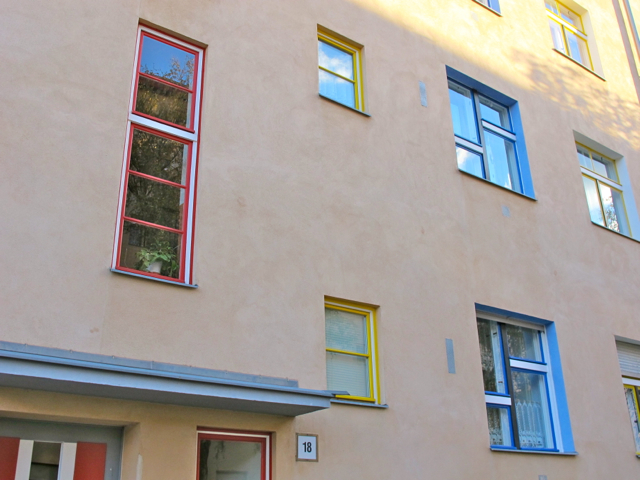
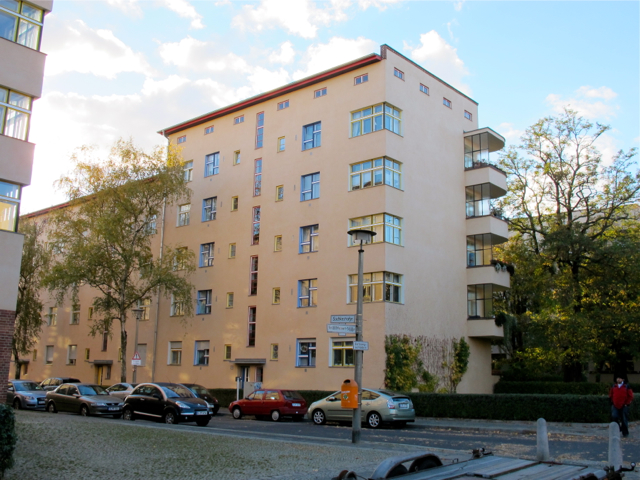
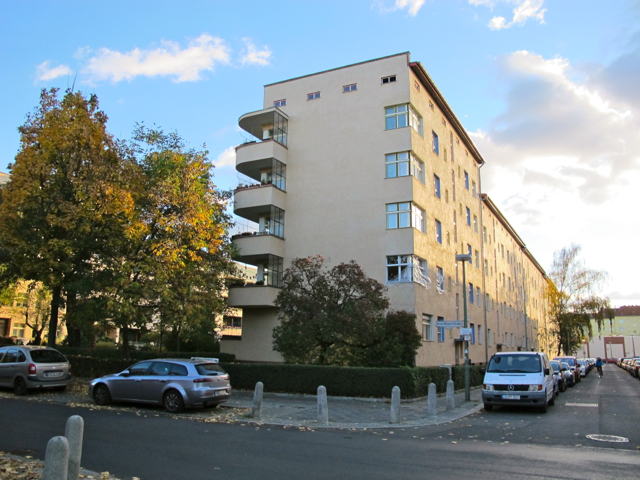
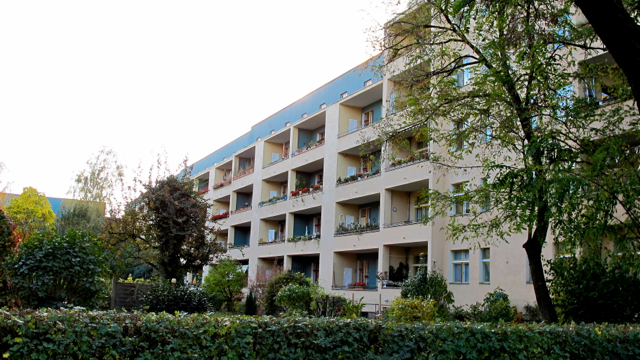